# إينولا هولمز (فلم)
إينولا هولمز (بالإنجليزية: Enola Holmes) هُو فيلم غموض صدر سنة 2020، ومن إخراج هاري برادبير. الفيلم مبني على الكتاب الأول من سلسلة ألغاز إينولا هولمز للكاتبة نانسي سبرينغر، وتدور أحداثه حول إينولا هولمز، الشقيقة الصغرى للمُتحري المشهور شيرلوك هولمز، والتي تذهب إلى لندن للبحث عن أُمها المُختفية. الفيلم من بطولة كل من ميلي بوبي براون وسام كلافلن وهنري كافيل وعديل اختار وهيلينا بونهام كارتر.

## القصة
إنولا هولمز هي الأخت الأصغر في عائلة هولمز الشهيرة. إنها ذكية للغاية، وملاحظة، وبصيرة، وتتحدى الأعراف الاجتماعية للمرأة في ذلك الوقت. قامت والدتها، أودوريا، بتعليمها كل شيء من الشطرنج إلى الجوجيتسو وشجعتها على أن تكون شابة قوية الإرادة ومستقلة في التفكير.
في يوم عيد ميلادها السادس عشر، تستيقظ إينولا لتجد أن والدتها قد اختفت، ولم تترك وراءها سوى بعض هدايا عيد الميلاد من القرطاسية. تندفع إلى محطة القطار لمقابلة أخويها، ميكروفت وشيرلوك، الذين فشلوا في التعرف عليها في البداية، ولم يروها منذ سنوات عديدة. يجدها «شيرلوك» فتاة ذكية، بينما تجدها «مايكروفت» مزعجة. بصفتها الوصي القانوني لها، تعتزم ميكروفت إرسالها بعيدًا إلى مدرسة التخرج التي تديرها الآنسة الصارمة هاريسون. الزهور التي تركتها والدتها تكشف رسائل سرية وتؤدي إلى أموال خفية تستخدمها إينولا للهروب متنكرا في زي صبي. في القطار، وجدت Viscount Tewkesbury الشاب مختبئًا في حقيبة سفر. تعتقد أنه نينكومبوب لكنها حذرته من أن رجلاً يرتدي قبعة بنية اللون (يُدعى لينثورن) في القطار يبحث عنه. يقفزون من القطار للهروب. نظرًا لعدم وجود طعام، فإن Tewkesbury علف للنباتات الصالحة للأكل. يسافرون إلى لندن، حيث يفترقون. تتنكر في زي سيدة فيكتورية مناسبة، وتواصل تتبع Eudoria وتترك رسائل مشفرة في الإعلانات الشخصية للصحيفة. تكتشف إينولا كتيبات ومخبأ يحتوي على متفجرات وتعلم أن يودوريا جزء من مجموعة متطرفة من المدافعين عن حقوق المرأة. هاجمها لينثورن، الذي عذبها للحصول على معلومات حول توكيسبيري، محاولًا إغراقها. يقاتلون لكنها قادرة على إشعال المتفجرات والهرب. قررت Enola إيقاف البحث عن والدتها وبدلاً من ذلك تجد Tewkesbury مرة أخرى لإنقاذه، لأنه غير قادر على الدفاع عن نفسه. تزور Enola ملكية Tewkesbury في Basilwether Hall لمعرفة المزيد. لدى Mycroft المفتش Lestrade من سكوتلاند يارد للبحث عن Enola.
وجدت إينولا توكيسبيري يبيع الزهور في كوفنت غاردن وتحذره من الخطر. إنها تساعده على الهروب، لكن ليستراد أمسك بها وسُجِنَت في مدرسة إنهاء الآنسة هاريسون بواسطة مايكروفت. زارها شيرلوك واعترف بأنه معجب بعملها البوليسي. يتسلل Tewkesbury إلى المدرسة، ويهربان معًا، ويسرقون سيارة Miss Harrison. وصلوا إلى مفترق طرق، وبدلاً من العودة إلى لندن، قررت Enola الذهاب إلى Basilwether Hall ومواجهة عمه، الذي استنتجت أنه كان يحاول قتل Tewkesbury. يبدو أن الحوزة مهجورة، ونصب لهم لينثورن كمينًا، وأطلق النار من بندقية. يسافر إينولا إليه باستخدام حركات الجوجيتسو، مما يتسبب في إصابة رأسه قاتلة. تم الكشف عن جدة Tewkesbury كشرير حقيقي؛ كونها تقليدية، لم تكن تريده أن يأخذ مكان والده في مجلس اللوردات وأن يصوت لصالح مشروع قانون الإصلاح. أطلقت النار على حفيدها في صدره، لكنه نجا بفضل صفيحة من الدروع كان يخفيها تحت ملابسه. وصل شيرلوك إلى سكوتلاند يارد، وسأله ليستريد سؤالين: أولاً، كيف تمكن من حل القضية، وثانيًا كيف قامت أخته بحلها أولاً.
تفك إينولا رسالة تجدها في الجريدة، لكنها تستنتج أن والدتها لم ترسلها. في نقطة الالتقاء، يناقش شيرلوك ومايكروفت Enola ، ويقترح شيرلوك أنه قد يصبح الوصي عليها. نظرًا لأنهم على وشك الاستسلام ومغادرة شيرلوك، يلاحظ وجود لعبة قديمة تركتها Enola كدليل، وتختار عدم البحث عنها. طوال الوقت كان إينولا يشاهد متنكرًا في زي صحفي. بالعودة إلى مسكنها، وجدت إينولا والدتها تنتظر. تعانقوا، وشرحت Eudoria سبب اضطرارها للمغادرة، ولماذا يجب أن تغادر مرة أخرى، لكنها أعربت عن مدى إعجابها بما أصبحت عليه Enola. لقد وجدت إينولا حريتها وهدفها - فهي محققة وباحثة عن النفوس الضائعة.

## طاقم التمثيل
- ميلي بوبي براون في دور إينولا هولمز، شقيقة شرلوك الصغرى. ذكية للغاية وذات مُلاحظة وبصيرة قويتين، وتتحدى الأعراف الاجتماعية للمرأة في ذلك العصر. تحت وصاية والدتها، تعلمت كل شيء من الشطرنج إلى الجوجيتسو، وهي مُدمنة على القراءة.
- هنري كافيل في دور شرلوك هولمز، ثاني أكبر الإخوة هولمز. محقق خاص مشهور.
- سام كلافلن في دور مايكروفت هولمز، هُو الأكبر من بين الإخوة هولمز. لديه وظيفة حكومية بأجر جيد وهو الوصي القانوني على إينولا. على الرغم من أن مايكروفت أكبر من شيرلوك، إلا أن كلافلن أصغر من كافيل بثلاث سنوات.[1]
- هيلينا بونهام كارتر في دور يودوريا هولمز، الأُم الحاكمة في عائلة هولمز. غريبة الأطوار، حرة الروح وغير تقليدية، ربت إينولا على تتبع طريقها الخاص بدلاً من المسار الذي وضعه لها الآخرون وإعادة تعريف معنى أن تكون امرأة في المجتمع.
- لويس باتريدج في دور توكيسبيري.
- بيرن جورمان في دور لينثورن.
- عديل اختار في دور ليستراد.
- سوزي ووكوما في دور إديث.
- هاتي موراهان في دور السيدة توكيسبيري، أُم توكيسبيري.
- ديفيد بامبر في دور السيد ويمبرل توكيسبيري، عم توكيسبيري.
- فرانسيس دي لا تور في دور The Dowager، جدة توكيسبيري.
- كلير راشبروك في دور السيدة لين، مُدبرة منزل عائلة هولمز.
- فيونا شو في دور السيدة هاريسون.
- إيلي هادنغتون في دور السيدة غريغوري.

## الصدور
في أبريل 2020، حصلت نتفليكس على حقوق توزيع الفيلم. وقد صدر الفيلم في 23 سبتمبر من ذات السنة.

## الإستقبال النقدي
تلقى الفيلم إشادة كبيرة من معظم النقاد. حصل الفيلم على تقييم 92% على موقع الطماطم الفاسدة مع متوسط تقييم 7.17/10، بناءً على 131 مراجعة. أما على موقع ميتاكريتيك فقد حصل الفيلم على معدل 68 من 100 بناء على 29 مراجعة.

## تتمة
في سبتمبر 2020، أكد كل من المُنتج والمُمثلة ميلي بوبي براون والمخرج هاري برادبير نيتهم في تطوير جزء ثانٍ للفيلم.

## وصلات خارجية
مقالات تستعمل روابط فنية بلا صلة مع ويكي بيانات

لا توجد روابط لمواقع التواصل الاجتماعي.